# لحظه دیدار (آلبوم)
 لحظه دیدار نام یک آلبوم موسیقی اثر پرویز مشکاتیان، هنرمند ایرانی است که در سبک  سنتی تهیه شده و دارای ۱۸ آهنگ است. بهداد بابایی، محسن کثیرالسفر و جمشید محبی نیز در ساخت این آلبوم همکاری کرده‌اند.
آهنگ های ۱۵ تا ۱۸، بداهه نوازی در دستگاه شور است که همراه با تنبک جمشید محبی در اصهفان، منزل علی رستمیان در تاریخ شهریور ۶۲ ضبط شده است. 

## جوایز
این آلبوم برنده ی جایزه اول فستیوال جهانی موسیقی "صدای روح" ایتالیا شد.

## فهرست آهنگ‌ها
| ردیف | آهنگ                 |
| ۱    | لحظه دیدار           |
| ۲    | خزان                 |
| ۳    | تکنوازی سنتور        |
| ۴    | سماع                 |
| ۵    | تکنوازی سه تار       |
| ۶    | گرایلی               |
| ۷    | تکنوازی سنتور        |
| ۸    | شورانگیز             |
| ۹    | تکنوازی سه تار       |
| ۱۰   | تصنیف دل شکن         |
| ۱۱   | تکنوازی سنتور        |
| ۱۲   | رنگ اصول             |
| ۱۳   | تکنوازی سه تار       |
| ۱۴   | رنگ دشتی             |
| ۱۵   | درآمد شور            |
| ۱۶   | مقدمه شور            |
| ۱۷   | قطعاتی در آواز حسینی |
| ۱۸   | چهارمضراب            |